# Království Čchu
Čchu (楚) bylo království v oblasti současné jižní Číny během Období Jara a Podzimu (722–481 př. n. l.) a Období válčících států (481–212 př. n. l.).
Původně bylo známé jako Ťing (荆) a později jako Ťing-čchu (荆楚). Na vrcholu své moci zahrnovalo jeho území současné provincie ČLR Chu-nan, Chu-pej, Čchung-čching, Che-nan, Šanghaj a části provincie Ťiang-su. Hlavním městem království byl Jing.